# Arzobispo Chacón
Arzobispo Chacón é um município da Venezuela localizado no estado de Mérida.
A capital do município é a cidade de Canaguá.